# I Need Your Love Tonight
I Need Your Love Tonight ("Necesito tu amor esta noche") es una canción grabada y popularizada por Elvis Presley a finales de la década de los 50s, compuesta por Sid Wayne y Bix Reichner  La canción se editó como disco simple junto a "A Fool Such I" y alcanzó los primeros puestos de varias listas a nivel internacional. En 1983 la RIAA certificó el sencillo como disco de oro y en 1992 como disco de platino. 

## Antecedentes y grabación
Elvis Presley grabó la canción el 10 de junio de 1958 en el mítico estudio B de la compañía RCA en Nashville (Tennessee). Fue el segundo de varios lanzamientos de sencillos grabados en una sesión final realizada justo antes de que dejara los Estados Unidos hacia Alemania para servir en el ejército de los Estados Unidos, no regresaría a un estudio de grabación hasta la primavera de 1960. En la sesión de grabación, que tuvo lugar durante un permiso otorgado a Elvis desde el ejército, grabó además del tema en cuestión, "A Fool Such as I", A Big Hunk O’Love, Ain't That Loving You Baby y I Got Stung. 
Durante su estadía allí, el coronel Tom Parker, mánager de Elvis, conjuntamente con RCA se encargarían de poner en venta diferentes discos con material que Elvis ya había grabado previamente  como A Date with Elvis.
La canción I Need Your Love Tonight alcanzó el puesto número 4 en la lista de sencillos Billboard Hot 100 en 1959.  Lanzada como doble cara A con "A Fool Such as I", la misma logró alcanzar el puesto número 1 en la lista de sencillos del Reino Unido en mayo de 1959, encabezando la lista durante cinco semanas. 
"I Need Your Love Tonight" b/w "(Now And Then There's) A Fool Such As I" fue el primer sencillo de Presley que no recibió una manofacturación de 78 RPM en los Estados Unidos. 
A su vez el tema formó parte del álbum 50,000,000 Elvis Fans Can't Be Wrong. 

## Letra
El tema trata acerca de un joven que extraña profundamente el hecho de no ver a su novia durante el día, por lo que ansía que llegue la noche ya que será allí cuando finalmente se reúna con ella, a la que a su vez le relata de manera hipotética lo mucho que necesita de sus besos y abrazarla estrechamente. 

| I've been waiting just for tonight To do some lovin' and hold you tight Don't tell me baby you gotta go I got the hifi high and the lights down low | He estado esperando solo por esta noche Para amarte y abrazarte fuerte No me digas, nena, que te tienes que ir Tengo el equipo de música alto y las luces bajas |

## Músicos
- Elvis Presley, voz
- Hank Garland, guitarra
- Chet Atkins, guitarra
- Bob Moore, contrabajo
- Floyd Cramer, piano
- The Jordanaires, coros
- D, J, Fontana, batería

## Posicionamiento en listas
| Listas (1959)        | Posición alcanzada |
| -------------------- | ------------------ |
| Brazil               | 17                 |
| Canadá               | 1                  |
| Record Mirror        | 1                  |
| Noruega              | 2                  |
| Rate Your Music      | 9                  |
| UK Singles Chart     | 1                  |
| US Billboard Hot 100 | 4                  |

## En la cultura popular
La canción "I Need Your Love Tonight" aparece en la película Lilo & Stitch 2: Stitch Has a Glitch. Durante la canción, Stitch trata de solucionar todos los problemas que ha ocasionado y aparece incluso vestido con un jumpsuit blanco al estilo de los que usaba Elvis durante sus presentaciones en la década de 1970.